# LMG-877
A LMG-877, oficialmente denominada Rodovia Geraldo Martins Costa, é uma rodovia estadual de Minas Gerais, localizada integralmente no município de Poços de Caldas. Com uma extensão de 25,3 quilômetros, a via é popularmente conhecida como Rodovia do Contorno e desempenha um papel crucial no desvio do tráfego de veículos pesados da área urbana central, além de conectar importantes zonas residenciais e industriais da cidade.

## História
A rodovia foi planejada e construída para aliviar o crescente fluxo de caminhões e outros veículos de grande porte que transitavam pelo centro de Poços de Caldas, oferecendo uma rota alternativa mais segura e eficiente.
A LMG-877 foi oficialmente nomeada em homenagem a Geraldo Martins Costa, um proeminente empresário e figura pública de Poços de Caldas. Costa foi um empreendedor de destaque no município e também teve atuação na vida social e esportiva da cidade, sendo um dos diretores da Associação Atlética Caldense, o principal clube de futebol local.

## Concessão
Desde março de 2023, a LMG-877 integra o lote de rodovias concedidas à empresa EPR Sul de Minas, que passou a ser responsável pela manutenção, conservação, operação e melhorias na via por um período de 30 anos.
Sob a nova administração, a rodovia tem recebido uma série de intervenções, incluindo a recuperação funcional do pavimento, a revitalização da sinalização horizontal e vertical e a implementação de serviços de atendimento ao usuário, como socorro médico e mecânico.